# Gadabo (Anzourou)
Gadabo ist ein Dorf in der Landgemeinde Anzourou in Niger.

## Geographie
Das Dorf befindet sich rund acht Kilometer nordwestlich des Hauptorts Sarakoira der Landgemeinde Anzourou, die zum Departement Tillabéri in der gleichnamigen Region Tillabéri gehört. Zu den Siedlungen in der näheren Umgebung von Gadabo zählen Sangara im Westen und Zibane Kouara Tégui im Nordosten.
Es herrscht das Klima der Sahelzone vor, mit einer durchschnittlichen jährlichen Niederschlagsmenge zwischen 300 und 400 mm.

## Geschichte
Die Siedlung Gadabo wurde von Angehörigen der ethnischen Gruppe der Zarma aus Dosso gegründet.
Bei Überschwemmungen am 13. und 14. August 2011 stürzten 22 Wohnhäuser und 20 Getreidespeicher ein. Außerdem wurden mehrere Felder überflutet.
Der Westen Nigers war seit 2014 wiederholt Angriffen von Terrororganisationen wie al-Qaida im Maghreb und Ansar Dine ausgesetzt, die vom Nachbarland Mali aus operierten. Die benachbarten Siedlungen Gadabo, Zibane und Zibane Kouara Tégui wurden am 9. Mai 2020 von einer bewaffneten Gruppe angegriffen, die zwanzig Menschen tötete und fünf weitere verletzte. Die Angreifer raubten außerdem Lebensmittel, stahlen Vieh und bedrohten weitere Dorfbewohner mit dem Umbringen, sollten sie ihre Siedlungen nicht verlassen. Bei einem mutmaßlich von der Terrorgruppe Islamischer Staat in der Größeren Sahara verübten Anschlag am 24. März 2021 starben sieben Menschen. Dabei wurde auch eine Schule im Ort zerstört. Am selben Tag wurde erneut das Nachbardorf Zibane angegriffen. Die Anschläge erfolgten wenige Tage nach einem Massaker in Tillia, bei dem 137 Menschen ums Leben kamen. Aufgrund der katastrophalen Sicherheitslage flüchteten Mitte Mai 2021 mehr als 12.000 Menschen aus Gadabo und weiteren Orten in der Gemeinde Anzourou nach Tillabéri, Namari Gougoun und Sakoïra, wo sie von Hilfsorganisationen versorgt wurden. Sie kehrten Mitte Juni desselben Jahres nach Anzourou zurück. Mit Stand Dezember 2021 waren 2884 Personen aus 1305 Haushalten aus Gadabo, Sangara, Zibane und Zibane Kouara Tégui in den Gemeindehauptort Sarakoira geflohen.

## Bevölkerung
Bei der Volkszählung 2012 hatte Gadabo 1104 Einwohner, die in 144 Haushalten lebten. Bei der Volkszählung 2001 betrug die Einwohnerzahl 871 in 117 Haushalten und bei der Volkszählung 1988 belief sich die Einwohnerzahl auf 879 in 120 Haushalten.

## Wirtschaft und Infrastruktur
Es gibt eine Schule im Dorf.